# Паунд-Ридж (Нью-Йорк)
Паунд-Ридж (англ. Pound Ridge) — місто (англ. town) в США, в окрузі Вестчестер штату Нью-Йорк. Населення — 5082 особи (2020).

## Демографія
Згідно з переписом 2010 року, у місті мешкали 5104 особи в 1844 домогосподарствах у складі 1473 родин. Було 2108 помешкань
Расовий склад населення:
| - 93,7 % — білих - 1,9 % — азіатів - 1,3 % — чорних або афроамериканців - 0,1 % — корінних американців - 1,0 % — осіб інших рас |

До двох чи більше рас належало 2,0 %. Частка іспаномовних становила 4,6 % від усіх жителів.
За віковим діапазоном населення розподілялося таким чином: 27,6 % — особи молодші 18 років, 57,3 % — особи у віці 18—64 років, 15,1 % — особи у віці 65 років та старші. Медіана віку мешканця становила 45,9 року. На 100 осіб жіночої статі у місті припадало 96,7 чоловіків; на 100 жінок у віці від 18 років та старших — 95,2 чоловіків також старших 18 років.
Медіана доходів становила 187 153 долари для чоловіків та 103 031 долар для жінок. За межею бідності перебувало 0,7 % осіб, у тому числі 0,0 % дітей у віці до 18 років та 0,8 % осіб у віці 65 років та старших.
Цивільне працевлаштоване населення становило 2592 особи. Основні галузі зайнятості: освіта, охорона здоров'я та соціальна допомога — 26,7 %, науковці, спеціалісти, менеджери — 22,4 %, фінанси, страхування та нерухомість — 15,5 %.

## Персоналії
- Елі Макгроу (*1939) — американська актриса.